# Jef Raskin
 (juillet 2018).
Pour les articles homonymes, voir Raskin.
Jef Raskin, né le 9 mars 1943 à New York dans une famille juive et mort le 26 février 2005 à Pacifica, en Californie, est le spécialiste de l'interface homme-machine auquel Apple fit appel au commencement du projet Macintosh. Il est à l'origine de l'interface du premier Mac OS, et a notamment inventé le glisser-déposer. Il est l'auteur de The Humane Interface (en), en grande partie basé sur ses travaux au Canon Cat (en). 

## Biographie
Il obtient le titre de Bachelor of Science (B.S.) en mathématiques et de Bachelor of Arts (B.A.) en philosophie à l'université de New York à Stony Brook, puis un master de science informatique à l'université de Pennsylvanie. Il occupe un emploi d'assistant de cours en Arts et musique à l'université de Californie (San Diego). Il fonde ensuite la société de logiciels Bannister & Crun.
Jef Raskin est engagé par Apple en janvier 1978 ; c'est le 31e employé. Il convainc ensuite un de ses étudiants, Bill Atkinson, de quitter l'Université pour venir travailler à Apple. On lui confie le département Publications, chargé de l'écriture des manuels d'utilisation.
Au printemps 1979, il démarre le projet Annie : une console de jeu bon marché. Rapidement, le projet évolue vers un ordinateur compact, sans capacité d'extension, grand public et simple d’utilisation, à moins de 1 000 $. Si simple d'utilisation que la machine devrait être livrée sans manuel.
En septembre 1979, le projet est rebaptisé Macintosh, du nom d’une variété de pomme.
Le tout premier prototype du Macintosh, conçu par un jeune hacker autodidacte, Burrell Smith, a été construit en janvier 1980 : sous la modeste forme d’une carte d’extension pour Apple II dotée d’un processeur 6809E et de 64 K de mémoire vive, il permettait un affichage 256 × 256 sur un petit moniteur 7 pouces noir & blanc.
En 1981, Steve Jobs, alors écarté du projet Lisa et sans mission précise dans l'entreprise, s'empare du projet de Raskin.
On attribue à Raskin notamment la décision de n'attribuer qu'un seul bouton à la souris. Il dirige la partie logicielle jusqu'en 1982, Steve Jobs s'occupant de la partie matérielle. Lorsque celui-ci vient le voir pour lui annoncer qu'il prend le contrôle des logiciels et qu'il lui laisse la direction de la documentation, Jef Raskin lui répond : « Non, vous pouvez vous occuper aussi de la documentation, je démissionne ». Il quitte définitivement Apple le 1er mars 1982.
Il est ensuite consultant en interface de logiciels : notamment pour Hewlett-Packard, IBM, Motorola et Xerox. Raskin conçoit le Canon Cat (en), achevé en 1987. Il écrit également des articles pour Wired et Mac Home Journal.
Au début des années 2000, Raskin soutient la réalisation de The Humane Environment (en) (THE). THE incarne sa conception d'une interface homme-machine, utilisant des briques open source.
Jef Raskin décède en 2005 d'un cancer du pancréas, la maladie qui emportera Steve Jobs en 2011, et Bill Atkinson en 2025.

## Citation
- « Il [Steve Jobs] a tué le développement du Mac trois fois, mais nous avons toujours continué à y travailler en secret. » (juillet 2004)[réf. nécessaire]